# Houses of the Holy
Houses of the Holy — пятый студийный альбом английской рок-группы Led Zeppelin, выпущенный 28 марта 1973 года в США и 30 марта 1973 года в Великобритании лейблом Atlantic Records. Альбом был записан благодаря тому, что два участника группы установили студии у себя дома, что позволило им разработать более сложные песни и аранжировки и расширить свой музыкальный стиль. Несколько песен впоследствии стали неотъемлемой частью концертного сета группы, включая «The Song Remains the Same», «The Rain Song» и «No Quarter». Другой материал, записанный на сессиях, включая заглавный трек, был отложен и выпущен на более поздних альбомах «Physical Graffiti» (1975) и «Coda» (1982). Все инструменты и вокал были предоставлены участниками группы Робертом Плантом (вокал), Джимми Пейджем (гитара), Джоном Полом Джонсом (бас-гитара, клавишные) и Джоном Бонемом (ударные). Альбом был спродюсирован Пейджем и сведен Эдди Крамером. Обложка стала первой для группы, разработанной Hipgnosis, и была основана на фотографии, сделанной на Мостовой гигантов в Северной Ирландии.
Хотя критики отреагировали неоднозначно, «Houses of the Holy» стал коммерчески успешным, позже получив бриллиантовую сертификацию от Американской ассоциации звукозаписывающих компаний (RIAA) в 1999 году за не менее 10 миллионов проданных копий в США. В 2020 году альбом занял 278-е место в списке «500 величайших альбомов всех времён» журнала Rolling Stone за 2020 год.

## Оформление обложки
Источником вдохновения для дизайнеров обложки альбома стала концовка научно-фантастического романа «Конец детства» английского писателя Артура Кларка. На ней отображен момент, когда на Земле остались лишь собранные в одном месте человеческие потомки.
Первоначально группа планировала провести фотосессию в перуанской долине Наска, затем Роберт Плант предложил шотландский остров Стаффа, и наконец Сторм Торгерсон и Обри Пауэлл из дизайнерского проекта Hipgnosis (до этого прославившейся сотрудничеством с Pink Floyd) уговорили Led Zeppelin отправиться в Ирландию, к «Дороге гигантов», возвышенности, состоящей из 40 тысяч гигантских базальтовых колонн.
Пейдж описывал идею обложки как «символ невинности, выражение идеи о том, что все мы существа, которые стремятся к небесам обетованным».
Вопреки многочисленным слухам, в съёмках не принимали участия ни Кортни Лав, ни Саманта Фокс. Позировали в то утро шестилетняя Саманта Гейтс и её четырёхлетний брат Стефан.
Фотография на обложке представляет собой коллаж из более чем тридцати снимков. Детей будили в четыре часа утра и голых покрывали золотистой и серебристой красками, когда закончился грим, их покрывали автоэмалью. Саманта позже признавалась, что у неё об этих съёмках осталось только одно воспоминание: она продрогла до мозга костей. Позже она снялась также и для обложки альбома Presence (1976). Пауэлл хотел запечатлеть солнечный рассвет, но в течение десяти дней в Антриме шёл дождь, так что пришлось сделать чёрно-белый коллаж и позже вручную раскрасить его.
Обложка альбома не содержала никакой информации об исполнителях или названии. В США заголовок был написан на ленточках, которыми были заклеены детские ягодицы. Несмотря на эту предосторожность, пластинка оказалась запрещена во многих штатах «Библейского пояса». «Сегодня ничего подобного нам бы сделать не позволили, тут же обвинили бы в пропаганде педофилии, — говорит Пауэлл. — Но мы были хиппи, разгуливать голышом было для нас делом совершенно обыденным».
В 2011 году обложка альбома заняла 28-е место в списке лучших обложек альбомов всех времен по версии интернет издания Music Radar.

## Участники записи
- Джимми Пейдж — гитара, бэк-вокал, продюсер
- Роберт Плант — вокал, губная гармошка
- Джон Пол Джонс — бас-гитара, клавишные, орган, мандолина, бэк-вокал
- Джон Бонэм — барабаны, перкуссия, бэк-вокал
- Питер Грант — исполнительный продюсер
- Эдди Крамер — инженер, сведение
- Кит Харвуд — сведение
- Энди Джонс — инженер, сведение (композиция 7)
- Hipgnosis — обложка

## Список композиций
| №  | Название                      | Автор(ы)                   | Длительность |
| -- | ----------------------------- | -------------------------- | ------------ |
| 1. | «The Song Remains the Same»   | Page, Plant                | 5:32         |
| 2. | «The Rain Song»               | Page, Plant                | 7:39         |
| 3. | «Over the Hills and Far Away» | Page, Plant                | 4:50         |
| 4. | «The Crunge»                  | Bonham, Jones, Page, Plant | 3:17         |

| №  | Название       | Автор(ы)                   | Длительность |
| -- | -------------- | -------------------------- | ------------ |
| 1. | «Dancing Days» | Page, Plant                | 3:43         |
| 2. | «D’yer Mak’er» | Bonham, Jones, Page, Plant | 4:23         |
| 3. | «No Quarter»   | Jones, Page, Plant         | 7:00         |
| 4. | «The Ocean»    | Bonham, Jones, Page, Plant | 4:21         |

## Достижения в чартах
Альбом
| Хит-парад (1973)                          | Высшая позиция |
| ----------------------------------------- | -------------- |
| Japanese Albums Chart                     | 3              |
| UK Albums Chart                           | 1              |
| Norwegian Albums Chart                    | 4              |
| US Billboard The 200 Albums Chart         | 1              |
| US Cash Box Top 100 Albums Chart          | 1              |
| US Record World Top Pop Albums Chart      | 1              |
| Austrian Albums Chart                     | 3              |
| Canadian RPM Top 100 Albums Chart         | 1              |
| Spanish Albums Chart                      | 9              |
| Australian Go-Set Top 20 Albums Chart     | 1              |
| Australian Kent Music Report Albums Chart | 1              |
| German Albums Chart                       | 8              |
| French Albums Chart                       | 3              |

Синглы
| Год  | Сингл                         | Хит-парад                                 | Позиция |
| ---- | ----------------------------- | ----------------------------------------- | ------- |
| 1973 | «D’yer Mak’er»                | Billboard Pop Singles (Billboard Hot 100) | 20      |
| 1973 | «Over The Hills And Far Away» | Billboard Pop Singles (Billboard Hot 100) | 51      |

## Сертификации
| Регион | Сертификация   | Продажи     |
| --- | -------------- | ----------- |
| Аргентина (CAPIF) | Золотой        | 30 000^     |
| Франция (SNEP) | 2× Золотой     | 200 000*    |
| Германия (BVMI) | Золотой        | 250 000^    |
| Испания (PROMUSICAE) | Золотой        | 50,000^     |
| Великобритания (BPI) | Платиновый     | 300 000^    |
| США (RIAA) | 11× Платиновый | 11 000 000^ |
| * Данные о продажах приведены только на основе сертификации. ^ Данные о тиражах приведены только на основе сертификации. |                |             |